# Lanesoares inermis
Lanesoares inermis is een hooiwagen uit de familie Gonyleptidae.